# The Last Days of Disco
The Last Days of Disco è un film del 1998 diretto da Whit Stillman.

## Trama
New York, primi anni 80: due amiche neolaureate e realizzate professionalmente (dopo aver concluso gli studi hanno subito trovato lavoro come consulenti editoriali), riescono ad accedere al mitico locale newyorkese Studio 54, dove poi agganceranno alcuni ragazzi facoltosi.